# Maijanluhta
Maijanluhta är en ö i Finland. Den ligger i sjön Koitere och i kommunen Ilomants i den ekonomiska regionen  Joensuu ekonomiska region  och landskapet Norra Karelen, i den östra delen av landet, 400 km nordost om huvudstaden Helsingfors. Öns area är 5,4 hektar och dess största längd är 420 meter i sydväst-nordöstlig riktning.